# Luis Benítez (futbolista)
Luis Alberto Benítez (Ezpeleta, Buenos Aires, Argentina, 14 de febrero de 1985) es un futbolista argentino. 
Inició en las divisiones inferiores de Racing Club, donde hace su primer gol pateando un penal ante Club Atlético Banfield en una derrota por 3-2.Luego de permanecer 4 años en el equipo de Avellaneda, es cedido al Santiago Wanderers sin disputar ningún encuentro hasta regresar a su club natal y disputar 28 partidos.luego en 2009 es cedido al Centro Deportivo Olmedo pero, al igual que en el club chileno, no apareció en ningún encuentro. Luego en el Torneo Apertura 2010 el equipo académico pudo disponer del jugador bonaerense, que jugó un partido (sin goles) ante Club Atlético Tigre. 

## Trayectoria
| Club                    | País        | Temporada | Partidos | Goles |
| ----------------------- | ----------- | --------- | -------- | ----- |
| Racing Club             | Argentina   | 2003-2006 | 16       | 2     |
| Santiago Wanderers      | Chile       | 2007      | 0        | 0     |
| Racing Club             | Argentina   | 2008      | 28       | 0     |
| Centro Deportivo Olmedo | Ecuador     | 2009      | 0        | 0     |
| Racing Club             | Racing Club | 2010      | 1        | 0     |